# Liberty (warenhuis)
Liberty & Co is een warenhuis aan Regent Street in Londen. Het warenhuis is ontstaan uit de stoffenhandel Liberty of London, die in 1875 werd opgericht door Arthur Lasenby Liberty.

## Geschiedenis
Arthur Lasenby Liberty (1843-1917) opende in 1875 een kraam in Londen met een lening van 2000 Britse pond van zijn toekomstige schoonvader. In de begintijd bestond het assortiment uit artikelen die geïmporteerd zijn uit het Britse rijk, (zijde, Japans porselein) en stond daarom bekend als "Emporium".
Onder leiding van Edward William Godwin (1833-1886), een architect en ontwerper, grote internationale faam met zijn kledingafdeling en linnen stoffen. De collectie werd zeer gekenmerkt door de arts-and-craftsbeweging.
In 1884 ontwikkelde Arthur Liberty een fijne en delicate katoenen stof met karakteristieke subtiele bloemenpatronen. Dit was de geboorte van het merk Liberty. In Frankrijk werd Liberty populair door Cacharel die het vanaf einde jaren 1960 up-to-date bracht met zijn beroemde blouses.
De term Liberty duidt anno 2022, vaak ten onrechte stoffen met bloemenprints aan. 
De winkel ontwerpt eigen kledinglijnen, geïnspireerd op traditionele Indiase outfits of bestelt bij grote ontwerpers, zoals Voysey, Butterfield of Silver, dicht bij de stromingen estheticisme en arts-and-crafts. De meubels komen uit de naburige ateliers van Soho en het sieradenassortiment biedt art nouveau-ontwerpen van het continent. Er werd een samenwerking aangegaan met een zilversmid uit  Birmingham, WH Haseler, waarmee een lijn van Cymric-zilverwerk, Tudric-tinnen artikelen en geëmailleerd bestek werd opgezet.
Liberty combineert ambachtswerk met een moderne uitstraling om zijn doelgroep te bereiken. Zo haalt het warenhuis keramiek uit Duitsland en Hongarije en brengt het Wedgwood en Poole aardewerk op de markt. Met name dankzij de ontwerper Archibald Knox maakte de winkel een sterke groei door dankzij het succes van de art nouveau en beïnvloedde hij een aantal ontwerpers, vooral in Italië, tot het verval tijdens het uitbreken van de Eerste Wereldoorlog in 1914. Sindsdien worden sieraden en andere accessoires gemaakt in een geest van verdediging van ambachtelijke tradities.
Vanaf 1955 begon Liberty diverse regionale winkels in steden in het Verenigd Koninkrijk te openen. Eerst in Manchester en later in Bath, Brighton, Chester, Kingston upon Thames, Exeter, Norwich en York. Deze laatste winkel was een fraai pand aan Davygate, vlak bij warenhuis Brown's. Eind jaren 1990 kondigde Liberty aan om zijn inmiddels 20 winkels buiten Londen te sluiten en zich te focussen op de vlaggenschipwinkel in Londen en kleine winkels op luchthavens.
De vlaggenschipwinkel is anno 2022 gevestigd op 214-220 Regent Street. De Tudor-gevel uit 1924 is ontworpen door de broers Edwin T. en Stanley Hall en is met het uitzicht op Great Marlborough Street bewaard gebleven. De gevel is gebouwd in teak en eiken van de laatste twee schoeners van de Royal Navy.